# 貞松響
貞松 響（さだまつ ひびき、1995年12月3日 - ）は、日本で活動するミュージカル俳優である。大阪府富田林市出身。劇団四季所属。

## 来歴
6歳の頃から歌を始め、2007年にウィーン少年合唱団に入団する。入団後はウィーンを拠点に活動し、2010年に退団して帰国する。中学卒業後は京都市立京都堀川音楽高等学校音楽科へ進学し、65期生として高校卒業後は上京し、東京芸術大学音楽学部声楽科に進学する。大学卒業後の2018年4月から劇団四季研究所へ入所する。研究所卒業後の2019年10月3日に地元大阪四季劇場で上演されたリトルマーメイド大阪公演のアンサンブル6枠役が四季での初舞台出演となった。
2021年1月16日にJR東日本四季劇場［秋］で上演されたオペラ座の怪人東京公演のアンサンブル9枠役でオペラ座の怪人初出演を果たし、2022年6月14日に上演されたノートルダムの鐘横浜公演のアンサンブル7枠でノートルダムの鐘初出演を果たしている。
2023年12月23日夜に大阪四季劇場で上演されたバケモノの子大阪公演の蓮/九太（青年）役でバケモノの子初出演を果たし、さらに蓮/九太（青年）役は自身初の主役役柄としての出演となった。2024年2月1日に通天閣で行われた通天閣節分福豆まきに初参加し豆まきを行った。さらに同年2月20日には地元とんだばやしふるさと応援団に就任したことが発表された。

## 人物
家族構成は両親と姉と兄で、父はとんだばやし混声合唱団2代目常任指揮者の貞松道人であり、父の影響で歌を始めている。兄はインドネシア住みます芸人のそこらへん元気。
劇団四季研究所同期には大鹿礼生、立崇なおとなどがいる。

## 主な出演作品

### 舞台
- リトルマーメイド（2019年アンサンブル6枠/船長等）
- オペラ座の怪人（2021年アンサンブル9枠）
- ノートルダムの鐘（2022年アンサンブル7枠/ジェアン等）
- バケモノの子（2023年蓮/九太（青年））

### テレビ
- おはよう関西（2024年5月7日[3]）